# Geschiedenis van Weert
Dit artikel geeft een overzicht van de geschiedenis van Weert.

## Ontstaan
De naam 'Weert' geeft reeds aan hoe de plaats ontstond: een weerde is een stuk land te midden van een rivier of een moeras. Inderdaad werd Weert gesticht op een hoog en droog eiland, omgeven door de indertijd uitgestrektere Peel. Al in de prehistorie was er bewoning in de omgeving, blijkens de vondsten uit de steentijd, de ijzertijd en de Romeinse tijd. Opmerkelijk is ook het urnenveld uit de late bronstijd, ontdekt op de Boshoverheide.
Het moderne Weert wordt voor het eerst schriftelijk vermeld als Wertha (1062). Op dit moment is het een bezit van Otto van Thüringen en Adela van Leuven. Zij schenken het gebied aan het kapittel van Sint-Servaas in Maastricht. Weert wordt zo een bezit van de Kerk, onder de bescherming (voogdij) van de heer van Horn.

## De heerlijkheid Weert onder de Hornes
Nabij het kerkelijke domein ontstaan er ook twee wereldlijke nederzettingen. In de 13e eeuw verwerft Willem I van Horne ook deze twee nederzettingen en voegt ze samen tot één schepenbank. Bovendien wordt de macht over het kerkelijke deel aanzienlijk uitgebreid, doordat een gerechtelijke uitspraak de jurisdictie aldaar toewijst aan Gerard I van Horne (1306). Al gauw worden de drie nederzettingen ondergebracht in één heerlijkheid, opgebouwd uit de schepenbanken (Over)weert en Nederweert. Leenrechtelijk behoort Weert van oudsher tot Opper-Gelre, maar gerechtelijk is het afhankelijk van de rijksstad Aken.
De heerlijkheid staat eeuwenlang in een personele unie met de nabije plaatsen Horn en Wessem. Om het gebied te beschermen, bouwt de landsheer er de Aldenborgh. In 1378 geeft hij toestemming tot de oprichting van een wolambacht, dat door de teloorgang in de Vlaamse en Brabantse steden en door Weerts ligging langs twee oost-westwegen tot grote bloei komt. Vanuit de lakenhallen Halle van Weert in Bergen op Zoom en De Stadt van Weert in Antwerpen wordt het Weerter laken zelfs geëxporteerd naar Engeland en Frankrijk. De vele spinners, wevers en handelaars zijn ook verenigd in gilden. Uiteindelijk ontvangt Weert het marktrecht (1414), waarmee het de status van stad krijgt. Het krijgt verder een schutterij: het Gilde van Wiërter Stadsschutten Sinte Catharina (1480).
Onder Frederik van Meurs wordt begonnen aan een nieuwe burcht, de Nijenborgh (±1430). De Aldenborgh wordt afgestaan aan de minderbroeders (1461), die op deze plek een nieuw klooster bouwen. Voorts wordt begonnen aan de statige toren van de Sint-Maartenskerk (1528). Aan de bloeiperiode komt echter een abrupt einde door de Nederlandse Opstand. Landsheer Filips van Montmorency komt in openlijk verzet tegen Filips II van Spanje en wordt onthoofd (1568). Bij gebrek aan erfgenamen raken de Gelderse gebieden Weert-Wessem gescheiden van Horn, zelf een leen van Loon, waarmee het eeuwenlang verenigd was.

## Onder de 'prinsen van Chimay'

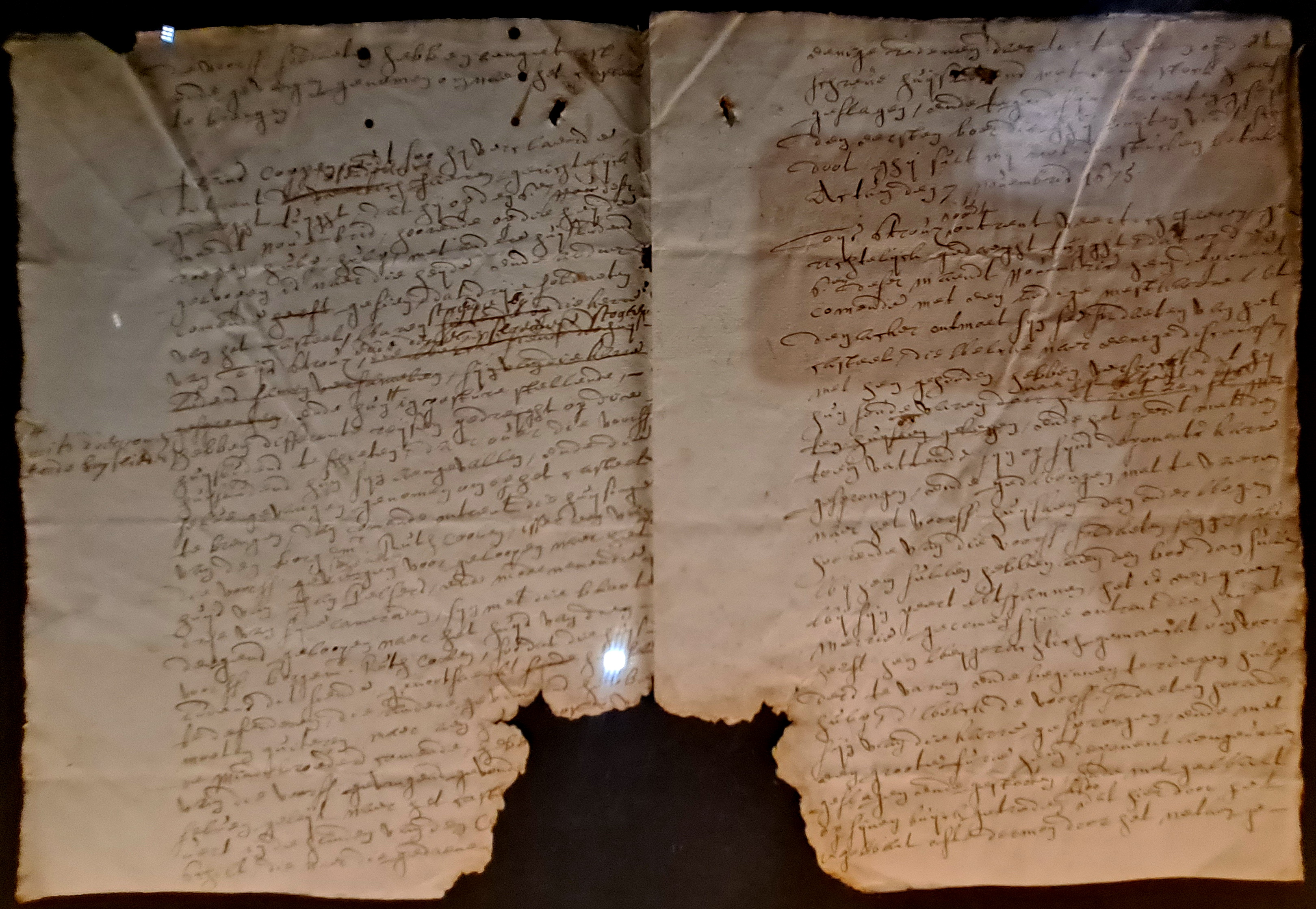
Getuigenis van geweldpleging te Weert door Staatse soldaten uit het leger van stadhouder Willem III van Oranje, 6 november 1675, enkele weken nadat de stad van de Fransen een sauvegarde had verkregen

Na een periode van inbeslagname (1569-1610) vererft Weert-Wessem al gauw naar de landsheren 'prinsen van Chimay'. Voor hen is het echter een van vele bezittingen. Bijgevolg zijn ze niet altijd geïnteresseerd in de aangelegenheden in het verre Weert-Wessem; in de jaren 1775-85 wordt zelfs geprobeerd de heerlijkheden te verkopen.
Vanaf de Vrede van Münster (1648) ligt Weert op de grens tussen de Spaanse Nederlanden en de Republiek aan de Spaans katholieke zijde. De vervolging van rooms-katholieken maakt dat vanuit de meierij van 's-Hertogenbosch drie katholieke kloosters in Weert gesticht worden, nl. van de augustijnen (klooster Mariënhage), de augustinessen (klooster Maria-Wijngaard) en de zusters franciscanessen (klooster Nazareth). Aan de grens ontstaan bovendien twee noodkerken.
In de 17e eeuw gaat de textielproductie in Weert sterk achteruit, waarschijnlijk door de gevolgen van de Tachtigjarige Oorlog voor de handelspositie van Antwerpen. In de 18e eeuw is de activiteit in Weert nagenoeg verdwenen. Weert ligt te ver van belangrijke handelsroutes om over te schakelen op andere markten. De bevolking neemt af. Bovendien krijgt de stad te lijden onder oorlogsgeweld; tijdens de Spaanse Successieoorlog wordt het kasteel verwoest door de Staats-Britse troepen van Marlborough (1703).
Ten gevolge van dit conflict wordt Opper-Gelre gesplitst, waarbij Weert bij Oostenrijks-Gelre ingedeeld wordt. Eind 1789 nemen de Weertenaars deel aan de Brabantse Omwenteling. 700 inwoners ondernemen vervolgens de 'aanslag op Roermond', waarbij ze leden van het Hof van Gelre gijzelen. De dood van Jozef II van Oostenrijk brengt een einde aan de opstand.

## Landsheren van Weert-Wessem
Tot 1569 is Weert (en Wessem) een bezit van de heren van Horn. Na de onthoofding van Montmorency worden beide heerlijkheden in beslag genomen door de landvoogd van de Habsburgse Nederlanden. De inbeslagname wordt opgeheven in 1610. Door een testamentaire bepaling komt het zelfs tot twee periodes van meerherigheid.
| Periode        | Heer/vrouwe van Weert en Wessem |
| -------------- | --- |
| (1568-1600)    | Walburgis van Nieuwenaar (weduwe) |
| (1600) 1610-14 | Sabina van Egmond (nicht) |
| 1614-29        | Karel van Egmond (broer) |
| 1629-63        | Magdalena van Egmond (dochter) |
| 1663-86        | Ernest Alexander Dominique van Arenberg-Croÿ, "prins van Chimay" (kleinzoon) |
| 1687-1727      | Erfdeel 1 - Philippe Louis d'Alsace de Hénin-Liétard, prins van Chimay (neef) - Anna Louisa Verreycken (weduwe) - Charles Louis Antoine d'Alsace de Hénin-Liétard, prins van Chimay (zoon) - Alexandre Gabriel Joseph d'Alsace de Hénin-Liétard, prins van Chimay (broer) Erfdeel 2 - Antoine Ulrich van Arberg-Frézin (getrouwd met een nicht) - Albert Joseph van Arberg (broer van Ulrich)                                                                                 |
| 1727-45        | Alexandre Gabriel Joseph d'Alsace de Hénin-Liétard, prins van Chimay |
| 1745-79        | Erfdeel 1 - Gabrielle Françoise de Beauveau-Craon (weduwe) - Thomas Alexandre Marc d'Alsace de Hénin-Liétard, prins van Chimay (zoon) - Thomas Alexandre Marc Maurice d'Alsace de Hénin-Liétard, prins van Chimay (zoon) - Philippe Gabriel Maurice Joseph d'Alsace de Hénin-Liétard, prins van Chimay (oom) Erfdeel 2 - Anna Ernestine d'Alsace (zuster) - Henriette de Los Rios (dochter) - François de Los Rios (zoon) Erfdeel 3 - Thomas d'Hénin-Liétard d'Alsace (broer) |
| 1779-95        | Philippe Gabriel Maurice Joseph d'Alsace de Hénin-Liétard, prins van Chimay (Kortstondige verkoop aan Jean François de Hondt, 1781-83) |

## 19e eeuw
Van december 1792 tot maart 1793 legeren hier voor het eerst Frans-revolutionaire troepen. In september 1794 vestigt Frankrijk zijn definitieve heerschappij. Weert en Nederweert worden nu gemeenten binnen het departement Nedermaas (1795-1814). Weert wordt daarnaast de hoofdplaats van een gerechtelijk kanton. Wessem verzoekt om ten minste op niveau van kanton met Weert verenigd te blijven, maar zonder resultaat. In Weert en Nederweert beginnen in de Franse Tijd de graafwerken aan het nooit voltooide Grand Canal du Nord. Intussen neemt de bevolking weer toe: van 4.400 (1795) naar 5.300 (1815). Daarom krijgt Weert in 1818 de status van provinciestad.
De aanleg van de Zuid-Willemsvaart (1825) haalt Weert heel langzaam uit het isolement. In Weert vestigt zich dan de eerste industrie: een scheepswerf, de drukkerij Smeets, drie lakenweverijen, twee kousenfabrieken en acht hoedenfabrieken. Begin november 1830 sluit de stad zich aan bij de Belgische Revolutie. Tijdens de Tiendaagse Veldtocht wordt Weert kortstondig bezet door een Hollandse kolonne. De 24 Artikelen maken Weert voor het eerst los van de Zuidelijke Nederlanden en laten het aan Nederland. Evenals vele andere gemeenten, levert Weert tevergeefs een petitie tegen de gebiedsruil af, met de handtekening van alle elf gemeenteraadsleden en van 545 inwoners. Bij de afbakening van de nieuwe rijksgrens wordt Weert uitgebreid met een deel van Bocholt (1843).
Later komt Weert te liggen aan de belangrijke IJzeren Rijn (1879). Ondanks de ontsluiting en de economische vooruitgang ontwikkelt Weert zich uiterst langzaam. Nog in 1900 vormt Weert eerder een gezond dorp dan een stadje. Het heeft op dat moment amper 9.000 inwoners. Binnen de voormalige stadsgrachten is de verstedelijking beperkt; hier vindt men zelfs nog verschillende boerderijen. Meteen buiten de grachten beginnen ook al de velden en de bossen. De wegen hebben gewoonlijk een bestrating uit grind, met klinkers en Maaskeien voor de hoofdwegen. Langs de wegen liggen grachten of ziepen, in feite open riolen.

## 20e eeuw
Een grote sprong voorwaarts betekent de oprichting – eindelijk, want de gemeenteraad was lang ertegen gekant – van een gasfabriek (1906). Een andere belangrijke ontwikkeling is de opening van de spoorlijn naar Eindhoven (1913), die de stad beter bereikbaar maakt vanuit het noorden. Vooral na de Eerste Wereldoorlog neemt de industrialisatie een vlucht. Zo worden een chemische fabriek, een tweede drukkerij, een beschuitfabriek, een meelfabriek, een brouwerij, een tricotagefabriek, een machinefabriek, een houtzagerij en enkele betonfabrieken uit de grond gestampt. Gezien het grote aanbod van landbouwproducten komen er ook een strohulzenfabriek en een filiaal van Landbouwbelang en de Landbouwbond. In de jaren 1930 ontstaan er enkele metaalverwerkende bedrijven en een luciferfabriek.
Ook het uitzicht van de binnenstad begint te veranderen. Er wordt een begin gemaakt met de aanleg van elektriciteitsleidingen (begin jaren 1920), waterleidingen (1928) en ondergrondse rioleringen (jaren 1930). De straten binnen de stad krijgen een betonnen bestrating (jaren 1930). De voormalige stadsgrachten moeten plaats maken voor de singels. Aan de vooravond van de Tweede Wereldoorlog komt de Van Hornekazerne gereed.
Bij een hevige najaarsstorm wordt, op 14 november 1940, de torenspits van de Sint-Martinuskerk losgerukt. Ze stort neer op hotel 'De Vesper', gelukkig zonder doden of gewonden te maken. Van 1958 tot 1960 krijgt de toren een nieuwe spits met beiaard. Alvorens een ontwerp te kiezen, schrijft de gemeente een prijsvraag uit. Het winnende ontwerp is van de hand van Theo Verlaan, en is eigenlijk een voorstudie van zijn latere ontwerp voor de Sint-Eusebiuskerk in Arnhem (1964).
De omgeving van Weert kent in die periode een geboortecijfer dat ver uitstijgt boven het provinciale en landelijke gemiddelde. Om deze reden wordt Weert in 1959 geklasseerd als 'primaire ontwikkelingskern'. Van 1959 tot 1971 krijgt het dus rijkssubsidies voor de bevordering van de werkgelegenheid. Textielfabrieken zoals Van de Kimmenade en bouwbedrijven zoals Wilma Bouw drukken hun stempel op het naoorlogse Weert. Tot omstreeks 1980 worden de oude, maar vaak ook schilderachtige, volksbuurten zoals 'de Hoge Kei', 'het Morregat' en 'de Doolhof' gesloopt en verrijzen hier wijken met moderne woon- en winkelvoorzieningen.